# Воскресенский храм (Тула)
Воскресенский (Никольский) храм, ранее Воскресенский собор на Старом городище — утраченный православный храм в Туле.

## Старый храм
На территории, занимаемой в настоящее время оружейным заводом, в XIV—XV веках существовало поселение — городище, и память об этом поселении сохранилась в названии стоявшего здесь деревянного храма — Воскресенского собора (или городищенского Воскресенского собора; с конца XVIII века он именовался также соборной церковью Введения Пресвятой Богородицы). Дата его постройки неизвестна, но уже в писцовых книгах 1628—1629 годах он зовется старым Воскресенским собором на старом городище. Каменное здание возвели в 1649 году на средства царя Алексея Михайловича. В соборе было два придела — Воздвижения Креста Господня и Николая Чудотворца. Когда они были ликвидированы — неизвестно, но в консисторских документах XVIII века церковь значится без приделов.
В 1755 году в связи с ветхостью была разобрана деревянная колокольня и сооружена новая каменная. В 1771 году трапезную храма расширили и устроили там придел Введения Божией Матери во Храм. В 1788 году на средства попечителя Воскресенской церкви, управляющего Тульским и Калужским наместничеством генерал-поручика Михаила Ивановича Кречетникова вместо прежнего ветхого иконостаса был устроен новый. В 1855 году возвели новую колокольню, на которую поместили шесть колоколов. В 1872—1873 годы церковь была заново перестроена.

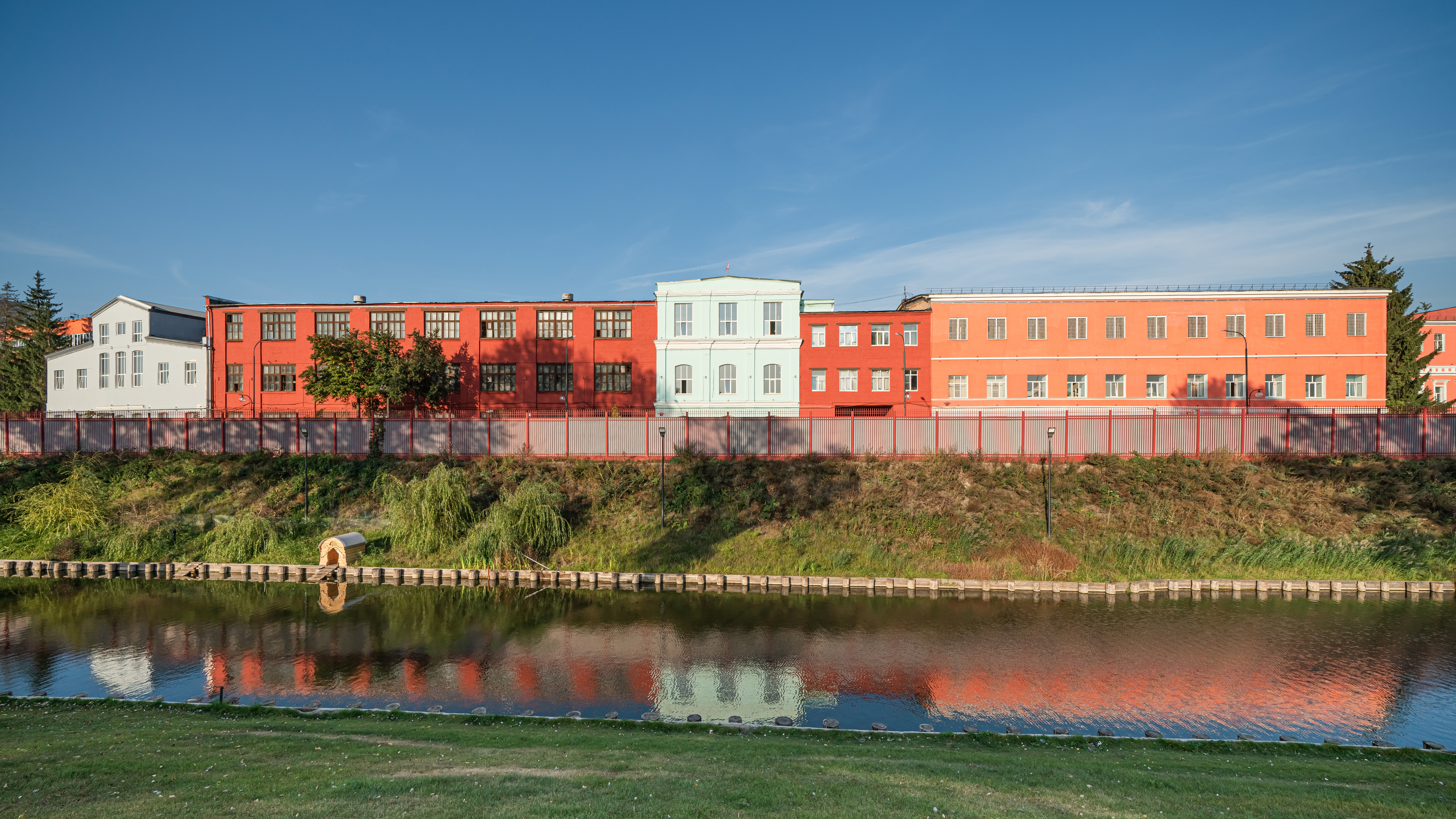
Красное (длинное) здание завода, построенное на месте собора в начале 1970-х

Изначально церковь была приходской. Со временем, при расширении оружейного завода, храм оказался на его территории и с 1880 года числился заводским, бесприходным. 13 сентября 1899 года торжественно отмечалось 250-летие Воскресенского собора. Незадолго до этого была произведена его реставрация на средства церковного старосты тульского купца Александра Александровича Белолипецкого, Тульского оружейного завода, служащих и мастеровых этого предприятия.
3 марта 1923 года Воскресенский собор был закрыт. В 1928 году он подвергся переустройству с полным изменением внешнего вида — сняты главы восьмерика и колокольни, заложены арки звона, окна лишены наличников и решеток, изменена профилировка карнизов, на стенах уничтожена рустовка и декоративная ниша. Изменения довершены надстройкой колокольни и стен в виде высокого парапета. Окончательно здание бывшего собора было разрушено в конце 1960-х годов.

## Новый храм
К концу 1990-х годов Тульская епархия и Тульский оружейный завод решили восстановить храм. Его строительство началось 15 июля 2000 года и продолжалось ровно год. Новый храм был построен на новом месте, нежели Воскресенский собор, и внешне не соответствовал первоначальному храму. 19 декабря 2001 года, в праздник Николая Чудотворца, в храме прошла первая литургия. Богослужения в храме совершаются 4 раза в неделю, а для рабочих завода по местному радио транслируются проповеди и литургический календарь. Попасть в храм обычным горожанам практически невозможно, так как территория завода закрытая.